# SM大陸/マンダラ
『SM大陸/マンダラ』（Shocking Asia 別題:Mondo shock）は、1975年の西ドイツのモンド映画である。日本公開は1982年。R-18相当。

## 概説
ドイツの撮影スタッフがアジア各国のグロテスクな奇習と残酷とエログロを描いたモンド映画。当然日本の描写も出て来るが、殆どがヤラセ臭い上、他のアジア諸国に対しても好奇と差別的目線は否めない。なお、監督のエマーソン・フォックスの別名はロルフ・オルセンである。

## スタッフ
- 監督・脚本：エマーソン・フォックス
- 撮影：フランツ・ザヴァー・レダール
- 音楽：エルウィン・ハレッツ